# Курских, Василий Григорьевич
Василий Григорьевич Курских — директор шахты «Воргашорская» (г. Воркута).

## Биография
Трудовой путь в угольной отрасли Заполярья начал в 1958 году на шахте «Халмер-Ю» комбината «Воркутауголь», где за 17 лет от горного мастера вырос до директора шахты. Под его руководством на шахте была достигнута высшая в Министерстве угольной промышленности производительности труда на крутопадающих пластах — 52 тонны/мес. Ордена «Знак Почёта» и Трудового Красного Знамени украсили грудь директора шахты. В сентябре 1974 года Василий Григорьевич стал руководителем штаба крупнейшей пусковой стройки — шахты «Воргашорская», а после ввода в эксплуатацию — директором. Под его руководством, в декабре 1979 года коллектив досрочно, за 4 года, освоил проектную мощность — 4,5 миллиона тонн угля в год.
Уже в 1980 году все 7 добычных участков работали в годовом режиме 500 и более тысяч тонн. 03.03.1980 года за выдающиеся достижения в труде, большой личный вклад в досрочное освоение проектных показателей шахты и выполнение социалистических обязательств сверхплановой добычи угля ему присвоено звание Героя Социалистического Труда.